# Penarek Becha
Penarek Becha (Le tireur de pousse-pousse) est un film en noir et blanc en malais, sorti le 30 octobre 1955 en Malaisie. 
Les acteurs sont P. Ramlee, Saadiah et Salleh Kamil.
C'est également le premier film dirigé par P. Ramlee.

## Synopsis
Dans une sombre ruelle, la jeune et riche Azizah est attaquée par des voyous, mais elle est sauvée par Amran, un chauffeur de rickshaw. Ils tombent amoureux, mais leur relation est désapprouvée par le père d'Azizah, Marzuki. Ce dernier rencontre le gangster Ghazâli, qu'il considère comme un ami, mais Ghazâli commence à trouver la fille de Marzuki séduisante. Marzuki envisage alors de marier sa fille à Ghazâli, et ce dernier tente de séparer Azizah d'Amran. Azizah s'enfuit et retrouve Amran, mais ils sont poursuivis par Ghazâli. Finalement, Marzuki découvre la véritable nature de Ghazâli et consent au mariage d'Azizah et d'Amran, reconnaissant la belle âme de ce dernier.

## Fiche technique
- Titre : Penarek Becha
- Réalisation : P. Ramlee
- Scénario : P. Ramlee
- Pays d’origine :  Singapour
- Langue : malais
- Format : Noir et blanc
- Date de sortie : 1955